# Eberhard V de Nordgau
Eberhard V de Nordgau, fils aîné de Hugues II Raucus, il est documenté comme comte de Nordgau dans les années 986-1016.

## Contexte
Ce Comte obtient de l'empereur Othon III plusieurs diplômes en faveur de l'abbaye d'Altorf, fondée par son père et située in provincia Alsacia impago a quoque Nortgeuui quod dicitur Altorf.
Son nom est également mentionné dans une lettre du même empereur confirmant les droits de l'abbaye de  Peterlingen dans les villas 'duas' en  Alsazia sitas ... Columbra in comitatu Liutfridi comitis ...  Hittinheim in comitatu Eberhardi comitis , dans une lettre datée du 25 octobre 986.
Trois autres diplômes d'Othon III donnant des droits à l'abbaye de  Selz, datés de 992, et 994, ils mentionnent le comte Eberhard.
Sous le règne de ce même empereur, il apparaît de nouveau sur un diplôme délivré à l'abbaye de Lorsch le 11 juin 1000: ... in comitatu Eberhardi comitis, et à paga Helisaze.
Également dans plusieurs documents de Henri II, par un diplôme du 1er juillet 1004: ... en paiement, Alsatia in comitatu Eberhardi à ipsa villa monssterii quod dicitur  Antilaha; et deux diplômes de l'année 1016, un pour l'abbaye de  Schuttern, non daté:  ... sexe mansos dans la villa que dicitur  Blabodesheim dans le comitatu Eberhardi en paiement Alsatia cum omnibus êtes pertinentes et d'autre part, enfin, dans un diplôme du 17 octobre 1016 pour l'abbaye de Prüm:  Cuius peticioni ceterorumque nostrorum fidelium sibi comprecantium, hoc est ... comitumque ... Eberhardi ...
Eberhard V défend également les revendications de sa lignée dans le sud. Ainsi, il se heurte comme un usurpateur de l'abbaye de  Lüders ( ab Eberhardo comite iniuste sibi usurpatumen ) aux intérêts du roi Henri II, qui le dépouille de nouveau de l'abbaye, comme était auparavant intervenu énergiquement Otto Ier contre les prétentions de son grand-père Eberhard IV et son frère Hugo. Le document est daté du 21 juin 1016, dans Kembs.

## Union et postérité
Eberhard V épouse une femme d'origine inconnue nommée Berta qui est mentionnée dans la chronique  Notitiæ Altorfenses  en tant que  Bertha comitissa uxor Eberhardi , en relation avec un don qu'elle a fait à la Cathédrale de Strasbourg. On ne connaît pas avec certitude de progéniture d'Eberhard V, qui laisse peut-être deux fils nommé Hugues [III] et Eberhard [VI] sans postérité; selon  Nicolas Viton de Saint-Allais car c'est son frère Hugues IV qui lui succède dans ses droits.